# Сан Кашано дей Бани
Сан Каша̀но дей Ба̀ни (на италиански: San Casciano dei Bagni) е село и община в Централна Италия, провинция Сиена, регион Тоскана. Разположено е на 582 m надморска височина. Населението на общината е 1703 души (към 2010 г.).
Селото е включено в списъка на „най-красивите села в Италия“ и може да се похвали с Оранжевия флаг за туристическо-екологично качество, присъден от Италианския туристически клуб.
Историята на селището е тясно свързана с геотермалните извори в района. Според легендата е основано от етруския цар Порсена, но археолозите предполагат, че комплексът е построен от етруските два века по-късно, през III век пр. н. е. Водата на изворите е със средна температура 42 °C, с богато съдържание на калций и магнезий. Те са били значими още по времето на етруската култура и стават особено известни в Римската империя, като Цезар и Октавиан Август са били редовни посетители на изградените там бани.
В края на 2022 г. при разкопки около термалните извори археолозите разкриват 24 бронзови статуи, изработени на място през II и I век пр.н.е., и над 6000 бронзови, сребърни и златни монети. Това е най-голямата находка на статуи от Древна Италия. Оценява се като „много значима“ и „изключителна“ поради нейната възраст, добро състояние и възможността да бъде реконструиран изцяло нейният контекст. Планира се изграждането на музей.